# Чёрная Гадюка (телесериал)
«Чёрная гадюка» или «Блэкэддер» (англ. Blackadder) — историческая комедия британского канала Би-би-си с известным комедийным актёром Роуэном Аткинсоном в главной роли. Заголовок «Чёрная гадюка» объединяет четыре сезона комедийного телесериала и несколько отдельных фильмов. Первые серии были написаны Ричардом Кёртисом и Роуэном Аткинсоном, а сценарии следующих эпизодов Кёртис создавал в соавторстве с Беном Элтоном.
Сюжет этого телевизионного шоу строится на приключениях в различных исторических эпохах антигероя-эпонима Эдмунда Блэкэддера, роль которого исполняет Аткинсон, и его верного подручного Болдрика, сыгранного Тони Робинсоном.
В 2000 году сериал попал под номером 16 в список «100 величайших британских телевизионных программ», составленный Британским институтом кинематографии. В 2004 году в результате телевизионного опроса «Чёрная гадюка» заняла второе место в номинации «Лучшая британская комедия положений».

## Хронологический порядок
- (Черная гадюка. Пилотный выпуск, не показанный по ТВ)
- Сезон 1. Чёрная гадюка (The Black Adder)
- Сезон 2. Чёрная гадюка II (Blackadder II)
- Чёрная гадюка: годы роялистов (Blackadder: The Cavalier Years)
- Сезон 3. Чёрная гадюка Третий (Blackadder the Third)
- Рождественская песнь Чёрной гадюки (Blackadder’s Christmas Carol)
- Вторжение на «Женский час» (Woman’s Hour Invasion)[хронология точно не известна]
- Скетч с Шекспиром (The Shakespeare Sketch)
- Сезон 4. Чёрная гадюка идёт вперёд (Blackadder Goes Forth)
- Чёрная гадюка и день рождения Короля (Blackadder and the King’s Birthday)
- Чёрная гадюка: армейские годы (Blackadder: The Army Years)
- Чёрная гадюка: взад и вперёд (Blackadder: Back & Forth)
- У девочки — юбилей (The Jubilee Girl)

## Список серий

### Сезон 1. Чёрная Гадюка (The Black Adder, 1983)
Серии этого сезона были впервые показаны на канале «BBC One» по средам в 21:25—22:00.
Действие первого сезона происходит в Средневековье, серии сняты в духе альтернативной истории. Роуэн Аткинсон играет Эдмунда Плантагенета, сына вымышленного короля Ричарда IV. Нелюбимый младший сын вымышленного английского короля Ричарда IV (по сценарию правил в 1485-1498 годах), основатель аристократического рода Блэкэддеров. Коварный, жестокий и абсолютно аморальный. Жаждал королевского трона и денег. Однако легкомыслие и хвастливость часто сводили на нет его начинания и в конце концов привели к страшной гибели.
Действие первого сезона начинается Битвой при Босворте, из которой победителем, по версии создателей сериала, выходит Ричард III, в роли которого выступает легендарный британской комик Питер Кук. Однако, Ричарду не довелось насладиться победой, так как он был по ошибке убит Эдмундом. В результате, на престол под именем Ричарда IV садится племянник бывшего короля и отец Эдмунда Ричард Шрусбери, герцог Йоркский (который на самом деле был умерщвлён в Тауэре в малолетнем возрасте). Так Эдмунд становится членом королевской семьи и берёт себе прозвище Чёрная Гадюка.
Серии совмещают вымысел с историческими реалиями того времени (например, противостояние церковной и светской власти в Средневековье). Немалым украшением сериалу служат также вставленные в повествование диалоги из произведений Уильяма Шекспира.
При дворе компанию Эдмунду составляют его верный слуга и оруженосец, простолюдин Болдрик и лорд Перси (его играет Тим Макиннерни), приятель Эдмунда.
В конце первого сезона все исторические расхождения заканчиваются: вся королевская семья умирает, по ошибке выпив яд, приготовленный Болдриком и Перси для разбойников-заговорщиков. Умирает и Эдмунд. В результате королём под именем Генриха VII становится Генрих Тюдор, который якобы приказывает стереть в хрониках все упоминания о царствовании Ричарда IV.
| Название                                               | Дата эфира | Заметки                                                                          |
| Предсказание (The Foretelling)                         | 15.06.1983 | Первая серия, вышедшая в эфир                                                    |
| Рождённый быть королём (Born to be King)               | 22.06.1983 | .                                                                                |
| Архиепископ (The Archbishop)                           | 29.06.1983 | .                                                                                |
| Борода испанской королевы (The Queen of Spain’s Beard) | 06.07.1983 | Первое появление Мириам Маргулис (Miriam Margolyes)                              |
| Чудище ведьм (Witchsmeller Pursuivant)                 | 13.07.1983 | .                                                                                |
| Чёрная печать (The Black Seal)                         | 20.07.1983 | Первое появление Рика Майалла (Rik Mayall) в роли Буйного Джеральда (Mad Gerald) |

#### Персонажи
| Персонаж                                         | Актёр          | Заметки |
| Эдмунд, герцог Эдинбургский                      | Роуэн Аткинсон | .       |
| Ричард III                                       | Питер Кук      | .       |
| Ричард, герцог Йоркский (позже король Ричард IV) | Брайан Блессид | .       |
| Королева                                         | Элспет Грей    | .       |
| Гарри, принц Уэльский                            | Роберт Ист     | .       |
| Перси, герцог Нортумберленд                      | Тим Макиннерни |         |
| Болдрик                                          | Тони Робинсон  |         |

### Сезон 2. Чёрная Гадюка II (Blackadder II, 1986)
Серии этого сезона были впервые показаны на канале «BBC One» по четвергам в 21:30—22:00. Названия серий указывают на тему: свадьба, казни, морские экспедиции, долги, пьянство и заключение в тюрьму соответственно.
Действие второго сезона происходит во время правления Елизаветы I, которую играет Миранда Ричардсон. Главным действующим лицом является Эдмунд, лорд Блэкэддер, праправнук Эдмунда Чёрной Гадюки, занимающий должность при дворе. В каждой серии он каким-либо образом взаимодействует с королевой и её приближёнными: претенциозным министром церкви лордом Мелчеттом (Стивен Фрай) и взбалмошной, придурковатой Нерси, бывшей няней королевы. Конечно, не забыты и Болдрик с Перси, они появляются в каждой серии.
В содержании серий второго сезона, как и во всех других сезонах сериала, обыгрываются исторические реалии того времени. Так, например, в серии «Картофель» речь идёт об эпохе великих географических открытий и намекается на то, что Австралию первым открыл Блэкэддер, а серия «Колокольчики» во многом пародирует «Двенадцатую ночь» Шекспира.
Серия «Голова» первоначально планировалась первой, о чём в том числе говорит наличие бородки лорда Перси, которую он сбривает в серии «Колокольчики». Также первые сцены серии «Голова» знакомят зрителей с персонажами, например, первая сцена показывает, что в новом сезоне Болдрик стал гораздо глупее.
Интересный факт: в 4-й серии в момент времени 9:55-10:00 сверху кадра можно заметить микрофон съемочной группы, случайно попавший в кадр.
| Название             | Дата эфира | Заметки                                                                                          |
| Колокольчики (Bells) | 09.01.1986 | Второе появление Рика Майалла (Rik Mayall), на этот раз в роли лорда Флэшхарта (Lord Flashheart) |
| Голова (Head)        | 16.01.1986 | .                                                                                                |
| Картофель (Potato)   | 23.01.1986 | .                                                                                                |
| Деньги (Money)       | 05.02.1986 | .                                                                                                |
| Пиво (Beer)          | 13.02.1986 | Первое появление Хью Лори (Hugh Laurie), второе появление Мириам Маргулис (Miriam Margolyes)     |
| Кандалы (Chains)     | 20.02.1986 | Второе появление Хью Лори (Hugh Laurie) в роли Принца Людвига (Prince Ludwig)                    |

#### Персонажи
| Персонаж              | Актёр             | Заметки |
| Лорд Эдмунд Блэкэддер | Роуэн Аткинсон    | .       |
| Лорд Перси Перси      | Тим Макиннерни    | .       |
| Болдрик               | Тони Робинсон     | .       |
| Королева Елизавета I  | Миранда Ричардсон | .       |
| Лорд Мелчетт          | Стивен Фрай       | .       |
| Нерси                 | Пэтси Берн        | .       |
| Принц Людвиг          | Хью Лори          | .       |

### Сезон 3. Чёрная Гадюка Третий (Blackadder the Third, 1987)
Серии этого сезона были впервые показаны на канале «BBC One» по четвергам в 21:30—22:00. Названия серий на английском используют аллитерацию как пародию на названия романов Джейн Остин «Разум и чувства» (Sense and Sensibility) и «Гордость и предубеждение» (Pride and Prejudice).
Действие третьего сезона разворачивается в конце XVIII — начале XIX в. Главным героем является мистер Э. Блэкэддер, конечно же, потомок Эдмунда Чёрной Гадюки. Теперь его статус стал ещё ниже, чем в прошлом сезоне: на этот раз Эдмунд является камердинером у будущего короля Георга IV, известного в то время как «принц-регент».
У Эдмунда в этом сезоне мы обнаруживаем много положительных качеств, недюжинный ум и изворотливость, чего не скажешь о принце-регенте: он показан полным идиотом, единственная забота которого — поиск развлечений и удовольствий. Основное занятие Эдмунда — выручать своего хозяина из затруднительных ситуаций, в которые тот с лёгкостью попадает.
Любопытно, что в одном из эпизодов Каролина Брауншвейгская, действительная жена Георга IV, упоминается в качестве претендентки на роль невесты Георга, однако она была отвергнута в силу своего плохого характера. (Цитата, описывающая её: «У неё самый отвратительный характер во всей Германии, а это уже подразумевает победу над весьма большим количеством соперниц».) В одной из серий обыграна тема «гнилых местечек».
Действие серий разворачивается преимущественно в трёх основных местах: в больших, просторных апартаментах принца, в тёмном уголке на кухне под лестницей, где обычно отдыхают Эдмунд и его помощник Болдрик, и в кофейне миссис Миггинс — немолодой женщины, имеющей виды на Эдмунда (в одной из серий она даже предлагает ему женитьбу).
Несмотря на то, что Роуэн Аткинсон и Тони Робинсон играют свои привычные роли (Эдмунда и Болдрика), в этом сезоне произошли перемены в актёрском составе: исчез Перси, точнее, Тим Макиннерни появился только лишь в третьей серии, в роли француза; Хью Лори был приглашён на роль Георга IV, а Хелен Аткинсон-Вуд играет миссис Миггинс. В одном из эпизодов появляется также и Стивен Фрай в роли герцога Веллингтона.
В последней серии сезона удача наконец улыбается Эдмунду: он становится принцем-регентом вместо настоящего принца, который, выдавая себя за Эдмунда, основательно разозлил герцога Веллингтона и тот в припадке ярости застрелил его.
| Название                                                             | Дата эфира | Заметки                                  |
| Еда и мошенничество (Честность и политика) (Dish and Dishonesty)     | 17.09.1987 | .                                        |
| Чернила и некомпетентность (Чернила и письмо) (Ink and Incapability) | 24.09.1987 | В роли доктора Джонсона — Робби Колтрейн |
| Шишка и дворянство (Благородство и честь) (Nob and Nobility)         | 01.10.1987 | Гостевое появление Тима Макиннерни       |
| Разум и слабоумие (Смысл и старость) (Sense and Senility)            | 08.10.1987 | .                                        |
| Эми и добродушие (Эми и её очарование) (Amy and Amiability)'         | 15.10.1987 | В роли Эми Хардвуд — Миранда Ричардсон   |
| Дуэль и дуализм (Дуэль и двуличность) (Duel and Duality)             | 22.10.1987 | В роли герцога Веллингтона — Стивен Фрай |

#### Персонажи
| Персонаж                             | Актёр              | Заметки |
| Эдмунд Блэкэддер, дворецкий принца   | Роуэн Аткинсон     | .       |
| О. Болдрик, рабочий                  | Тони Робинсон      |         |
| Принц Георг, принц-регент, их хозяин | Хью Лори           | .       |
| Миссис Миггинс, хозяйка кафе         | Хелен Аткинсон-Вуд |         |

### Сезон 4. Чёрная Гадюка идёт вперёд (Blackadder Goes Forth, 1989)
Серии этого сезона были впервые показаны на канале «BBC One» по четвергам в 21:30—22:00. Названия серий на английском, за исключением последней, — каламбуры на тему воинских званий.
В четвёртом сезоне действие происходит во время Первой мировой войны. Теперь наш главный герой — капитан Эдмунд Блэкэддер, пехотный офицер. Компанию ему составляют его подчинённые: бравый, но недалёкий аристократ, лейтенант Джордж Сент-Барли (Хью Лори) и «худший в мире повар» — рядовой Болдрик, который служит денщиком при Блэкэддере.
Также действующими лицами являются некомпетентный генерал-самодур Энтони Сесил Хомангей Мелчетт (Стивен Фрай), начальник Эдмунда, являющийся в чём-то карикатурой на фельдмаршала Хейга (появляющегося в последней серии), и адъютант Мелчетта, капитан Дарлинг (Тим Макиннерни), канцелярист-бюрократ, типичная «штабная крыса», очень не любящий Эдмунда.
Сюжет почти всех серий четвёртого сезона вращается вокруг решительного наступления на вражеские позиции, которое вот-вот должно быть предпринято. Задача нашего героя — всячески противостоять попыткам генерала Мелчетта бросить Эдмунда и его подчинённых на верную гибель — штурм вражеских позиций. Для этого в каждой новой серии Эдмунд использует всё новые и новые уловки.
Однако, Эдмунду так и не удаётся уклониться от поставленного приказа, и последняя серия заканчивается тем, как Эдмунда, Джорджа, Болдрика и других солдат поднимают в атаку на укрепления неприятеля.
Серии четвёртого сезона носят ярко выраженную антивоенную направленность. В одной из серий, перед тем, как подстрелить почтового голубя с донесением о начале наступления на позиции противника, Эдмунд оправдывается перед сослуживцами: «Когда каждую неделю на фронте гибнет тысяч пятьдесят человек, кому какое дело до какой-то пичужки?».
В другой серии, Мелчетт, желая взбодрить Джорджа, показывает ему сделанную в натуральную величину модель захваченной англичанами земли, в размере семнадцати квадратных футов. При этом Дарлинг замечает: «Эта модель очень детализирована: посмотри, здесь есть даже маленький червячок».
Последняя сцена заключительной части сериала признана одним из лучших моментов в истории британского телевидения. Сцена имеет совершенно не комедийный характер: все герои (за исключением генерала Мелчетта) по свистку встают из окопов и бегут по нейтральной полосе в атаку на неприятельские позиции, то есть, по меркам Первой мировой войны, на верную смерть. После этого нет никаких титров, фигуры главных героев постепенно исчезают, и вместо изрытой траншеями и воронками снарядов земли на экран выплывает цветущее, залитое солнцем маковое поле.
Этот открытый и совсем не смешной финал подчёркивает, что четвёртый сезон сериала является чем-то большим, чем просто комедией положений. Возможно, именно поэтому последняя серия позже была признана лучшей серией всего сериала.
| Название                                                                      | Дата эфира | Заметки |
| Капитан Повар (Captain Cook) (дословно: «Капитан Кук»)                        | 28.09.1989 | В серии в первый и единственный раз за историю сериала нет приглашённых гостей                                                            |
| Капрал Наказание (Corporal Punishment) (дословно: «Телесное наказание»)       | 05.10.1989 | . |
| Майор Звезда (Major Star) (дословно: «Заметная звезда»)                       | 12.10.1989 | . |
| Рядовой Самолёт (Private Plane) (дословно: «Частный самолёт»)                 | 19.10.1989 | Третье появление Рика Майалла (Rik Mayall), вновь в роли лорда Флэшхарта (Lord Flashheart)                                                |
| Генерал Госпиталь (General Hospital) (дословно: «Больница общего назначения») | 26.10.1989 | В роли сестры Мэри — Миранда Ричардсон |
| До свидания-а-а… (Goodbyeee. . .)                                             | 02.11.1989 | Последняя серия признана лучшей серией всего сериала, последняя сцена признана одним из лучших моментов в истории британского телевидения |

#### Персонажи
| Персонаж                                             | Актёр          | Заметки |
| Капитан Эдмунд Блэкэддер                             | Роуэн Аткинсон | .       |
| Рядовой С. Болдрик                                   | Тони Робинсон  |         |
| Генерал сэр Энтони Сесил Хогманей Мелчетт            | Стивен Фрай    | .       |
| Лейтенант достопочтенный Джордж Колтхерст Сент-Барли | Хью Лори       | .       |
| Капитан Кевин Дарлинг                                | Тим Макиннерни |         |

### Потерянные сцены
Несколько сцен было утеряно или заменено в процессе работы.

## Специальные выпуски

### Пилотный выпуск
Пилотная серия «Чёрной Гадюки» была снята, но никогда не была показана по телевидению Великобритании. Одна примечательная вещь в пилотном эпизоде, как и во всех пилотных, — это кастинг. Болдрика играет не Тони Робинсон (Tony Robinson), а Фи́лип Фокс (Philip Fox). Сценарий пилота в целом такой, как и серия «Рождённый быть королём» (Born to be King), хотя и с некоторыми другими шутками и с шутками, которые появятся в других сериях сериала.

### Чёрная Гадюка: годы кавалеров (Blackadder: The Cavalier Years)
Эфир: «BBC One», 05.02.1988, 21:45—22:00
В этом специальном выпуске «Черной Гадюки» обыгрывается эпоха Гражданской войны в Англии (противостояние кавалеров и круглоголовых) и последующая казнь короля Карла I. На этот раз перед нами сэр Эдмунд Блэкэддер, потомок великой династии и единственный человек на которого может надеяться король. На протяжении всего эпизода Эдмунд пытается спасти короля от неминуемой гибели, но Блэкэддер не был бы Блекэддером, если бы при этом он не задумывался и о вопросе личной выгоды… Хочется отметить актёрские работы, в особенности Стивена Фрая, сыгравшего, на этот раз, короля, с детским восприятием мира; Роуэн Аткинсон прекрасно обыграл особенности характера данного потомка Эдмунда Черной Гадюки, который в припадках ярости сразу же хватается за нож; Тони Робинсон играет воистину классического (и от того всеми любимого) Болдрика.

#### Персонажи
| Персонаж             | Актёр          | Заметки |
| Сэр Эдмунд Блэкэддер | Роуэн Аткинсон | .       |
| Болдрик              | Тони Робинсон  | .       |
| Король Карл I        | Стивен Фрай    | .       |
| Оливер Кромвель      | Уоррен Кларк   | .       |

### Рождественская песнь Чёрной Гадюки (Blackadder’s Christmas Carol)
Эфир: «BBC One», 23.12.1988, 21:30—22:15
Специальный Рождественский выпуск сериала, представляющий собой пародию на «Рождественскую песнь» Чарльза Диккенса. Действие разворачивается в эпоху правления королевы Виктории, а героем является Эбенизер Блэкэддер — самый добрый человек во всём городе, чьей добротой злоупотребляют все кому не лень. Однажды, в рождественскую ночь, к нему приходит дух Рождества и рассказывает о его кошмарных предках, призывая его изменить свой образ жизни, чтобы не превратиться в ничтожество в будущем.

#### Персонажи
| Персонаж                                                                                       | Актёр             | Заметки |
| Эбени́зер Блэкэддер / Лорд Эдмунд Блэкэддер / Эдмунд Блэкэддер, эсквайр / Ком. Эдмунд Блэкэддер | Роуэн Аткинсон    | .       |
| Болдрик                                                                                        | Тони Робинсон     | .       |
| Королева Елизавета I / Асфиксия XIX                                                            | Миранда Ричардсон | .       |
| Лорд Мелчетт / Лорд Фрондо                                                                     | Стивен Фрай       | .       |
| Георг, принц-регент / Лорд Пигмот                                                              | Хью Лори          | .       |
| Дух Рождества                                                                                  | Робби Колтрейн    | .       |
| Королева Виктория                                                                              | Мириам Маргулис   | .       |
| Нерси                                                                                          | Пэтси Берн        | .       |

### Вторжение на «Женский час» (Woman’s Hour Invasion)
Эфир: «BBC Radio 4»

### Чёрная Гадюка и день рождения Короля (Blackadder and the King’s Birthday)
Эфир: «ITV», 14.11.1998
Этот короткий пятнадцатиминутный скетч был приурочен к пятидесятилетнему юбилею Чарльза, принца Уэльского.
В этой серии Роуэн Аткинсон играет лорда Блэкэддера, а Стивен Фрай — короля Карла II.

### Чёрная Гадюка: армейские годы (Blackadder: The Army Years)
Эфир: 2000

### Чёрная Гадюка: туда-сюда (Blackadder: Back & Forth)
Эфир: 31.12.1999
В 1999 году Лорд Блэкэддер представляет в канун Нового 1999 года своим друзьям конструкцию, которую называет собранной по чертежам Леонардо да Винчи машиной времени. Он спорит с ними на 10 тысяч фунтов стерлингов, что достанет любую вещь из прошлого. При этом все нужные вещи Болдрик заранее припятал при себе, а машина выглядит невзрачно. Однако когда Блэкэддер запускает её, то действительно уносится в прошлое, не подозревая, что его поступки нарушат временную линию.
Все главные роли исполняют те же актёры, что и играли в предыдущих сезонах (кроме Робби Колтрейна, который появился лишь во второй раз): Роуэн Аткинсон в роли Блэкэддеров, Тони Робинсон в роли Болдрика, Хью Лори в роли принца Георга, Стивен Фрай в роли Мелчетта, Миранда Ричардсон в роли Елизаветы.

#### Персонажи
| Персонаж                                                            | Актёр              | Заметки |
| Лорд Эдмунд Блэкэддер / Король Эдмунд III / Блэкэддеркус            | Роуэн Аткинсон     | .       |
| Отвали Болдрик / Болдрикус                                          | Тони Робинсон      | .       |
| Леди Элизабет / Королева Елизавета I                                | Миранда Ричардсон  | .       |
| Архидиакон Дарлинг / Дюк де Дарлинг / Герцог Дарлинг                | Тим Макиннерни     | .       |
| Виконт Джордж Бафтон-Тафтон / Георгиус                              | Хью Лори           | .       |
| Епископ Флавий Мелчетт / Мелчетт / Полководец Мелчекус / Веллингтон | Стивен Фрай        | .       |
| Уильям Шекспир                                                      | Колин Ферт         | .       |
| Наполеон I                                                          | Саймон Расселл Бил | .       |
| Робин Гуд                                                           | Рик Майалл         | .       |
| Дева Мэриан / Королева Мэриан                                       | Кейт Мосс          | .       |
| Нерси                                                               | Пэтси Берн         | .       |
| Тираннозавр Рекс                                                    | Динозавр           | .       |

### У девочки — юбилей (The Jubilee Girl)
Эфир: «BBC», 29.12.2002

## Историческая достоверность
Сериал можно рассматривать как сатиру на школьные учебники истории и сложившуюся в общественном сознании мешанину фактов и преувеличений.
BBC в 2013 году проанализировала образ трёх исторических персонажей из сериала, сравнив его с нынешней исторической оценкой:
- Принц-регент Георг, будущий король Георг IV — в фильме показан как пьяница, развратник и редкостный глупец. В реальности он хоть и был бабником и пьяницей, но покровительствовал искусствам и точно не был глупцом.
- Генерал Дуглас Хейг — в фильме показан как чёрствый человек и «мясник», бросавший множество солдат на убой. Согласно Би-би-си, прошли годы бурных академических дебатов, прежде чем историки прекратили стигматизировать Хейга.
- Король Ричард III — в фильме показан как весёлый и приятный человек, любивший своих племянников (Ричарда и Эдуарда) и позже оклеветанный Генрихом VII. Сериал пробудил волну интереса не только к персоне монарха, но и к вопросу о том, не был ли Ричард III демонизирован Тюдорами.